# Charcuterie

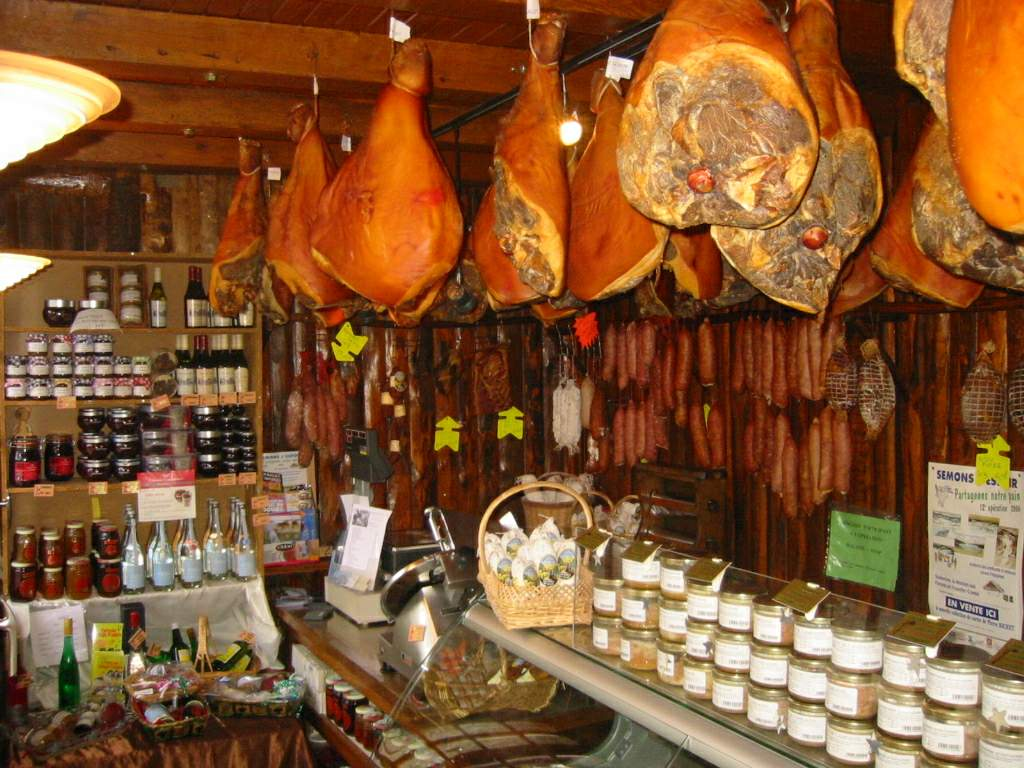
Prodotti charcuterie venduti in una gastronomia francese

Per charcuterie (combinazione delle parole francesi chair e cuite, lett. "carne cotta") si intende una serie di alimenti tipici francesi, preparati soprattutto usando la carne di maiale.

## Descrizione
La charcuterie comprende principalmente alimenti con carne di maiale, che possono trattarsi, a seconda dei casi, di salumi e insaccati oppure altri lavorati tra cui terrine, galantina, ballotine e confit. Il manuale di cucina Food Lover's Companion riporta che «(la charcuterie) è quel genere di alimenti, soprattutto (ma non solo) a base di carne di maiale, tra cui i pâté, le rillettes, le galantine, le crépinette ecc... preparati e venduti in particolari tipo di gastronomie, anch'esse dette charcuterie». Nell'edizione del 1938 del suo Larousse Gastronomique, Prosper Montagné afferma che la charcuterie è «l'arte di preparare varie carni, soprattutto quella di maiale, in modo da presentarle nel maggior numero di modi diversi.» Essendo consumati freddi, gli alimenti di questa categoria rientrano tra quelli preparati dagli chef garde manger.